# Neja Dvornik
Neja Dvornik, slovenska alpska smučarka, * 6. januar 2001, Slovenj Gradec. 
Na mladinskih svetovnih prvenstvih je osvojila dve medalji v veleslalomu, srebrno leta 2020 in bronasto leta 2021. V sezoni 2018/19 je osvojila naslov slovenske državne prvakinje v slalomu in veleslalomu. V svetovnem pokalu je debitirala 29. decembra 2017, ko se na veleslalomu v Lienzu ni uvrstila v finale. Prvo uvrstitev med dobitnike točk je dosegla 21. novembra 2020, ko je na slalomu v Leviju dosegla 28. mesto. V veleslalomu je prve točke osvojila 16. januarja 2021 v Kranjski Gori s 23. mestom, dan kasneje pa je bila v isti disciplini 21. 21. januarja 2024 se je prvič uvrstila v prvo deseterico z desetim mestom na slalomu v Jasni, 17. marca na finalu sezone v Saalbachu je v isti disciplini osvojila četrto mesto.

## Kariera
| Sezona | Skupni seštevek | Skupni seštevek | Veleslalom | Veleslalom | Slalom | Slalom |
| Sezona | Mesto           | Točke           | Mesto      | Točke      | Mesto  | Točke  |
| ------ | --------------- | --------------- | ---------- | ---------- | ------ | ------ |
| 2021   | 95.             | 21              | 41.        | 18         | 53.    | 3      |
| 2022   | 80.             | 52              | 46.        | 12         | 32.    | 40     |
| 2023   | 61.             | 86              | 38.        | 22         | 33.    | 64     |